# Louis Köhler
Christian Louis Heinrich Köhler, född den 5 september 1820 i Braunschweig, död den 16 februari 1886 i Königsberg, var en tysk musiker.
Köhler var från 1847 lärare, dirigent, kritiker och ledare för en musikskola i Königsberg. Köhler var särskilt framstående som pianopedagog och skrev en mängd etyder, Führer durch den Klavierunterricht (1858-) och andra pianopedagogiska arbeten.